# Uretra membranosa

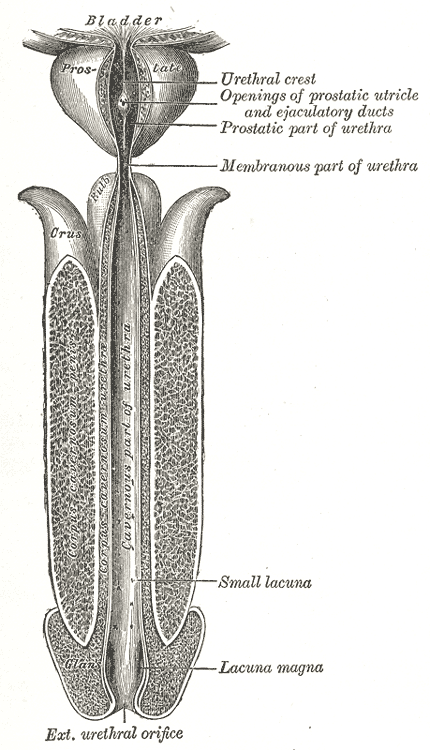

A uretra membranosa ou parte membranácea da uretra é uma porção da uretra masculina contínua com a parte prostática da uretra que passa através do músculo esfíncter externo da uretra e da membrana do períneo. É a parte mais estreita e que sofre menor dilatação da uretra, também a parte mais curta da uretra masculina.